# フラッシネット
フラッシネット（伊: Frassinetto）は、イタリア共和国ピエモンテ州トリノ県にある、人口約300人の基礎自治体（コムーネ）。

## 地理

### 位置・広がり

#### 隣接コムーネ
隣接するコムーネは以下の通り。
- ボルジャッロ
- カステルヌオーヴォ・ニグラ
- キエザヌオーヴァ
- イングリア
- ポント＝カナヴェーゼ
- トラヴェルセッラ

## 行政

### 分離集落
フラッシネットには、以下の分離集落（フラツィオーネ）がある。
- Berchiotto (Barciòt), Chiapinetto (Ciapinei), Fraschietto (Fasciei), Molini (Mülen), Tetti (Vì Tet) , Balma, Cereser (Sirisir), Lassere, Pacchiola (Paciola), Gorla, Lupeta (Lüpeta), Truffa (Trüfà), Galli (Vi Gal), Trucco (Trüc)